# Kniphofia drepanophylla
Kniphofia drepanophylla là một loài thực vật có hoa trong họ Thích diệp thụ. Loài này được Baker miêu tả khoa học đầu tiên năm 1892.